# Cyathea borbonica
Espèce
Statut CITES
Cyathea borbonica est une espèce de fougères arborescentes de la famille des Cyatheaceae, que l'on trouve dans les îles du sud-ouest de l'océan Indien. Appelée « Fanjan mâle » à La Réunion, elle se distingue du « Fanjan femelle »  (Cyathea excelsa) par son tronc plus lisse, son pied non-renflé et ses feuilles bipennées (et non tripennées).
À La Réunion, cette espèce est protégée depuis 1995.